# Шоимуш (Алба)
Шоимуш (рум. Șoimuș) насеље је у Румунији у округу Алба у општини Радешти. Oпштина се налази на надморској висини од 293 m.

## Историја
Према државном шематизму православног клира Угарске 1846. године у месту O Sollymos живело је 155 породица, уз које су придодате филијалне - 28 из Балавасара. Православни парох је поп Јован Фекетић а уз њега администратор поп Крецун Фекетић.

## Становништво
Према подацима из 2002. године у насељу је живело 82 становника.

### Попис2002.
| Расподела становништва по националности 2002.‍ | Расподела становништва по националности 2002.‍ | Расподела становништва по националности 2002.‍ | Расподела становништва по националности 2002.‍ | Расподела становништва по националности 2002.‍ |
| --------------------------------------------- | --------------------------------------------- | --------------------------------------------- | --------------------------------------------- | --------------------------------------------- |
|                                               |                                               |                                               |                                               |                                               |
| Румуни                                        | Румуни                                        |                                               | 42                                            | 51,2%                                         |
| Мађари                                        | Мађари                                        |                                               | 40                                            | 48,8%                                         |